# Archiphysalis
Archiphysalis, biljni rod krumpirovki smješten u podtribus  Withaniinae, dio tribusa Physalideae. Rod je često uključivan u Withania. Pripada mu dvije vrste jednogopdišnjeg bilja i trajnica, jedna je iz Kine, Japana i Tajvana, a druga je endemična za Kinu. Kew je tretira kao sinonim za Withaniju.
Rod je opisan u Acta Phytotaxonomica Sinica 11(1): 59–60. 1966.

## Vrste
1. Archiphysalis chamaesarachoides (Makino) Kuang
2. Archiphysalis sinensis (Hemsl.) Kuang; kineski endem